# Wettswil am Albis
Wettswil am Albis (bis 1976 offiziell Wettswil) ist eine politische Gemeinde im Bezirk Affoltern (älter: Knonauer Amt, pop. Säuliamt) des Kantons Zürich in der Schweiz.

## Geographie
In der Gemeinde gibt es 89 ha Wald. Die Grenzabschnitte zu den Nachbargemeinden: mit Bonstetten 3,9 km, mit Stallikon 3,2 km, mit Birmensdorf 3,2 km, mit Aesch 0,0 km (Grenzpunkt Aesch/Birmensdorf/Bonstetten/Wettswil am Albis). Von der Gemeindefläche dienen 34,4 % der Landwirtschaft, 21,1 % sind mit Wald bedeckt, 28,5 % sind Siedlungsfläche, 7,7 % Verkehrsfläche, 2,9 % Gewässer, und 5,5 % sind unproduktive Fläche (Stand 2018).

## Geschichte
Wettswil am Albis wurde im Jahre 1184 als Wettesweilare erstmals urkundlich erwähnt, die eigentliche Gründung des Dorfes liegt in der Zeit der Völkerwanderung, als die Alemannen die Schweiz besiedelten. Ein Stammeshäuptling namens Wetto oder Wettin, der hier mit seiner Sippe sesshaft geworden ist, dürfte dem Dorf seinen Namen gegeben haben. Nebst dem Rebbau erlebten um 1850 das Lehmstechen und die Ziegelfabrikation eine kurze Blütezeit; in der Gemeinde gab es damals nicht weniger als drei Handziegeleien.

Luftbild (1953) von Werner Friedli

Nach dem Einmarsch der französischen Truppen 1798 wurde Wettswil Teil der Munizipalität Stallikon. Die Bemühungen der Zivilgemeinde, eine eigene politische Gemeinde zu bilden, waren im Anschluss an die liberale Umwälzung im Kanton Zürich erfolgreich: Am 21. Dezember 1831 beschloss der Grosse Rat des Kantons Zürich rechtswirksam die Gründung der politischen Gemeinde Wettswil. Demgegenüber gehört Wettswil kirchlich nach wie vor der Kirchgemeinde Stallikon an.
1839 wurden von Ferdinand Keller zwei übereinanderliegende römische Ziegelbrennöfen freigelegt und 1864 beschrieben. Sie waren im 2. Jahrhundert n. Chr. in Betrieb. Bei Nachgrabungen im Rahmen des Autobahnbaus im Knonauer Amt 1992 wurde das Bruchstück eines Leistenziegels aus Kellers Grabung genauer analysiert. Er trägt in den nassen Lehm eingeritzte Bruchstücke von Zeilen einer Inschrift. Sie enthält die Namen des Auftraggebers und der beteiligten Sklaven am Ziegelbrand, evtl. auch zur Unterscheidung von anderen Serien im selben Brand, und ist ein Zeugnis dafür, dass in der Gegend von Wettswil die lateinische Schrift und Sprache geläufig und die römische Form der Sklaverei üblich war. Eine mögliche Transkription lautet: «Erymus, Sklave des Peridianus, im Auftrag seines Herrn stellte in der Ziegelei des Victor Ziegel her.» Möglicherweise war auch die Stückzahl vermerkt.

## Wappen
Blasonierung:
In Silber ein roter Flug
Das Wappen ist erstmals von Gerold Edlibach im Jahr 1488 aufgezeichnet worden und soll zu einer gleichnamigen adeligen Familie gehören. Als Gemeindewappen dient es seit 1675.

## Öffentlicher Verkehr
Die Gemeinde Wettswil am Albis ist durch den öffentlichen Verkehr sehr gut erschlossen. Der Bahnhof Bonstetten-Wettswil, welcher im Bonstetter Ortsteil Schachen liegt, wird durch die S 5 Zug – Affoltern a. A. – Zürich HB – Uster – Pfäffikon SZ und die S 14 Affoltern a. A. – Altstetten – Zürich HB – Oerlikon – Wallisellen – Hinwil der S-Bahn Zürich bedient.
Ab Bonstetten-Wettswil, Bahnhof verkehren mehrere Postautolinien nach Wettswil:
200 Affoltern a. A., Bahnhof – Hedingen – Bonstetten-Wettswil, Bahnhof – Zürich, Bahnhof Enge/Bederstr.
210 Bonstetten, Dorfplatz – Bonstetten-Wettswil, Bahnhof – Zürich, Bahnhof Enge/Bederstr. (nur zu Hauptverkehrszeiten)
220 Bonstetten-Wettswil, Bahnhof – Wettswil a. A., Dorf – Waldegg – Zürich, Bahnhof Wiedikon (nur zu Hauptverkehrszeiten)
221 Bonstetten-Wettswil, Bahnhof – Wettswil a. A., Dorf – Bonstetten-Wettswil, Bahnhof (Rundkurs Wettswil)
229 Bonstetten-Wettswil, Bahnhof – Wettswil a. A., Dorf – Wettswil a. A., Heidenchilen
N23 Birmensdorf ZH, Bahnhof – Stallikon – Wettswil a. A. – Bonstetten-Wettswil, Bahnhof

## Bevölkerung
| Jahr | Einwohner |
| ---- | --------- |
| 1634 | 147       |
| 1772 | 264       |
| 1836 | 317       |
| 1850 | 321       |
| 1900 | 318       |
| 1950 | 380       |
| 2000 | 3833      |
| 2005 | 4251      |
| 2010 | 4515      |
| 2015 | 4920      |
| 2020 | 5278      |
| 2022 | 5282      |

## Politik
Gemeindepräsidentin ist Katrin Röthlisberger (FDP, Stand 2023).
Bei der Nationalratswahl 2019 erreichten die Parteien folgende Wähleranteile:
SVP 28,38 %, FDP 22,11 %, glp 17,11 %, SP 12,29 %, Grüne 9,27 %, CVP 4,67 %, EVP 2,01 %, BDP 1,68 %, EDU 1,00 % und andere (8) 1,49 %.
Die Wähleranteile bei der Nationalratswahl 2023: SVP 29,43 % (+1,05 %), FDP 20,64 % (−1,46 %), glp 15,88 % (−1,23 %), SP 13,70 % (+1,41 %), Die Mitte 9,23 % (+2,89 %), Grüne 5,62 % (−3,66 %), EVP 1,87 % (−0,14 %), EDU 0,88 % (−0,12 %), Aufrecht Zürich 0,80 %, andere (11) 1,93 %.

## Persönlichkeiten
- Albert Studler (1840–1914), Landwirt und Nationalrat
- Hans Kaufmann (* 1948), Politiker (SVP) und Wirtschaftsberater